# Benzouh
Benzouh (em árabe: بن الزوه) é uma cidade e comuna localizada na província de M'Sila, Argélia. Segundo o censo de 2008, a população total da cidade era de 5 636 habitantes.